# Drolc
Drolc je priimek v Sloveniji, ki so ga po podatkih Statističnega urada Republike Slovenije na dan 1. januarja 2010 uporabljale 502 osebe in je med vsemi priimki po pogostosti uporabe uvrščen na 607. mesto.

## Znani nosilci priimka
- Adolf Drolc (1914—1985), zdravnik, zdravstveni organizator
- Albin Drolc - Krtina (1907—1953), partizanski poveljnik
- Andreja Drolc, kemičarka
- Davorina Drolc Ahčin, arhitektka
- Dušan Drolc (1928—2005), založnik in bibliofil (zbiratelj knjig)
- Franc Drolc (1939—2012), slavist, prešernoslovec, pesnik, prevajalec, bibliotekar, publicist
- Janez Drolc (1916—1991), pater, prior Kartuzije Pleterje
- Jože Drolc (*1945), izseljenski duhovnik na Švedskem
- Lučka Drolc/Lucija Drolc Uršič (1942—2024), igralka, lutkarica
- Marjan Drolc, pevec basist
- Nina Drolc, plavalka
- Štefka Drolc (1923—2018), igralka, pedagoginja
- Tomislav Drolc, polkovnik SV
- Veronika Drolc (*1963), igralka, prevajalka
- Vladimir (Arhangel) Drolc (1910—1969), teolog, mariolog (brat Štefke)